# Прощание с Каиром
Прощание с Каиром (укр. Прощання з Каїром) — двухсерийный украинский телевизионный фильм режиссёра Олега Биймы, снятый на студии «Укртелефильм» в 2002 году по мотивам повести Владимира Яворивского «Варвара среди варваров».
Премьера телефильма состоялась на телеканале «Интер» 24 августа 2002 года.

## Сюжет фильма
Некогда счастливая пара медсестра Варвара и пожарный Варфоломей давно живут меркантильной жизнью, в которой нет места любви. Варфоломей занят делами, Варвара с сыном сбегают в Каир, где знакомятся с Георгием. У Варвары с ним завязывается роман.
Некоторое время спустя Варфоломея похищают по приказу некоего Гоги, а Варвара с ребенком попадают в руки Секача, который рассчитывает на солидный выкуп и закрывает их у себя на квартире. Варваре удается бежать, однако её преследуют смерти близких и знакомых людей.
Варфоломей так же сбегает от своих охранников, при этом получает огнестрельное ранение в ногу. Помогает ему Мария, женщина с ружьём, ведущая уединённый способ жизни. Варфоломея снова ловят и подвергают пыткам. Мария стреляет в бандитов. Вместе с полёгшими преступниками умирает и Варфоломей.
Отчаявшаяся Варвара приходит в дом к Георгию, который оказывается тем самым бандитом Гогой. Однако он так же мёртв. Убийца – его любовница, которую тот использовал для поимки Варфоломея.

## В ролях
- Елена Сикорская — Варвара, медсестра
- Алексей Богданович — Варфоломей, пожарный
- Андрей Цишкевич — Андрей
- Сергей Романюк — Георгий Васильевич / Гога
- Татьяна Кобзарь — Мария
- Светлана Прус — Вика
- Валерий Неведров — Секач
- Светлана Штанько — Вера
- Оксана Батько — Мария в молодости
- Евгений Нищук — Василий
- Сергей Марченко — Лысый
- Владимир Абазопуло — Сфинкс
- Владимир Ильенко — Амбал
- Владимир Ямненко — водитель
- Леонид Марченко — Вампир

### В эпизодах
- С. Автухова
- А. Баса
- М. Венгерский
- О. Володкевич
- О. Герасимчук
- Владимир Голосняк
- К. Косинский
- Дмитрий Лаленков
- В. Лищинский
- Евгений Малуха
- Осип Найдук
- В. Наконечный
- В. Николаенко
- И. Никульчина
- В. Пшеничный
- В. Поликарпов
- С. Петько
- Т. Скрыпник
- Н. Шаролапова
- Наталья Ярошенко

## Съёмочная группа
- Автор сценария: Олег Бийма
- Режиссёр-постановщик: Олег Бийма
- Оператор-постановщик: Лесь Зоценко
- Продюсер: Игорь Цишкевич
- Директор фильма: Людмила Стародубцева

## Факты
- В фильме звучит музыка Владимира Гронского
- В кадрах фильма — панорамы Киева и Каира:
  - Набережная перед «Укртелефильмом»
  - Киево-Печерская лавра
  - Жилой массив на Оболони
  - Михайловский Златоверхий монастырь
- Авторы фильма шутя называют своё детище «долгостроем», так как съемки длились в течение двух лет[2]

Если бы я не написал повесть «Варвара серед варварів», то, посмотрев этот фильм, я мог бы написать новую повесть. Очень много в фильме оказалось новых сюжетных ходов, некоторых героев повести я видел совсем иными, то есть у них знак «плюс» изменен на «минус». Это видение режиссёра Олега Биймы и ещё одно доказательство того, что литература может делать своё, а кино — своё. Очень верно сказано в титрах: «за мотивами повістi», не более того. Я боялся, что вдруг выскочит хеппи-энд, в котором все будут обниматься. Слава Богу, этого не случилось: надоели эти слащавые вещи. Да, фильм жесткий, даже жестокий, но такова и повесть. И жизнь, наверное, ныне такова. У меня главный герой Варфоломей тоже умирает: пытаясь перепилить цепь на себе, он ранит руку и заносит инфекцию. Как автору повести мне жаль, что в фильме практически исчез образ Вампира — этот персонаж был мне интересен тем, что, убежав из российской тюрьмы, он спрятался в Чернобыльской зоне. К сожалению, не каждому будет понятно, что лесные события происходят именно в этой зоне и что одна из центральных фигур, Мария, — самоселка. Подобного образа не было ни в литературе, ни в кино.— Из интервью автора повести Владимира Яворивского после премьеры фильма
- В фильме, по сравнению с литературным источником, Израиль заменен Каиром[3]